# Marcel Kerff
Marcel Kerff, nacido el 2 de junio de 1866 en  Fouron-Saint-Martin, Bélgica, fue un ciclista belga. Fue ejecutado el 7 de agosto de 1914 por el ejército de Alemania. También participó en el primer Tour de Francia, en 1903, quedando sexto clasificado, a casi seis horas del ganador Maurice Garin.
En 1914, pocos días después de que Alemania invadiera Bélgica en la Primera Guerra Mundial, Marcel Kerff se acerca en moto a un campo alemán de Mouland para averiguar que pasaba. Fue detenido por soldados alemanes, siendo colgado por espionaje el 7 de agosto de 1914. Tiene un monumento erigido cerca de su ejecución, en memoria de los ciclistas belgas muertos durante el conflicto.

## Palmarés
1900
- 48 horas de Anvers

## Resultados en el Tour de Francia
Durante su carrera deportiva ha conseguido los siguientes puestos en el Tour de Francia:
| Carrera         | 1903 |
| --------------- | ---- |
| Tour de Francia | 6º   |

## Enlaces Wikipedia francés
- Wikipedia en francés de Marcel Kerff